# Georges River
La Georges River est un fleuve de Nouvelle-Galles du Sud en Australie, qui se jette dans l'océan Pacifique.

## Géographie
Il prend sa source au sud-ouest de Sydney, près de la ville minière d'Appin, puis coule vers le nord jusqu'après Campbelltown, soit à peu près parallèlement à la Main south Railway. À Liverpool, il tourne vers l'est et traverse les quartiers d'East Hills, Lugano, Bangor et Blakehurst avant de se jeter dans la Botany Bay à Taren Point dans la banlieue sud de Sydney.
Ses principaux affluents sont les Cabramatta Creek, Prospect Creek, Salt Pan Creek et la rivière Woronora. La Georges River est populaire pour ses activités de loisirs telles que le ski nautique et la natation. Les berges de la rivière le long de son cours inférieur sont marquées par de grandes baies et des caps escarpés de grès, qui abritent de nombreuses propriétés résidentielles.

## Aménagements
La Georges River possède quelques lacs artificiels dans la banlieue de Chipping Norton, près de Liverpool. Ces lacs, connus sous le nom de lacs Chipping Norton, sont le résultat des carrières et mines de sable exploitées au XXe siècle. Les lacs sont maintenant des zones nautiques et de loisirs pour les résidents du sud-ouest de la banlieue de Sydney.
Un barrage a été construit sur la rivière à proximité de la gare de Liverpool au XIXe siècle. Le barrage de Liverpool constitue désormais la limite supérieure des marées et de la présence d'eau salée sur la rivière Georges.
Il y a actuellement trois principaux points de passage routiers sur la Georges River, le pont du capitaine Cook (reliant Sans Souci à Taren Point), le pont Tom Ugly (reliant Blakehurst à Sylvania) et le pont Alfords (reliant Padstow à Alfords Point).

## Étymologie
Elle doit son nom anglais au roi George III. Le nom aborigène du fleuve est Tucoerah.